# Joseph von Bianco
Anton Joseph Cyriakus Franz Caspar von Bianco (* 28. November 1794 in Köln (Renneberger Hof); † 23. Juni 1855 ebenda (Wolfershof)) war ein deutscher Jurist, Autor und Politiker.

## Leben
Von Bianco war der Sohn des kurkölnischen wirklichen Geheimen Rates und Syndikus der Stadt Köln, Johann Anton Jakob von Bianco (der Reichsadelsstand datiert vom 24. April 1783) (* 10. Mai 1753 in Köln; † 19. September 1823 ebenda) und dessen Ehefrau Anna Eulalia Lucia von Braumann verw. Johannes von Büsker (* 1758 in Aachen; † 13. September 1820 in Köln). Von Bianco war katholisch und heiratete am 4. Mai 1854 in Köln Elisabeth Johanna Jodoca Freiin von Mering, verw. von Kerzelli (getauft 1. September 1797; † 11. März 1856).
Von Bianco studierte Rechtswissenschaften und wurde Mitglied und Justitiar des Verwaltungsrates der Gymnasien und Studienstiftungen in Köln mit dem Titel eines königlich preußischen Justizrates. Er veröffentlichte das zweibändige Werk „Die ehemalige Universität und die Gymnasien zu Köln“. Daneben war er Mitglied des Verwaltungsrates der Provinzialhilfskasse und Mitglied des Kaiserlich Französischen Vereins für Univeral-Statistik, der Wetzlarschen Vereins für Geschichte und Altertumskunde und des Vereins von Altertumsfreunden im Rheinland.
Von Bianco lebte als Rittergutsbesitzer auf dem Wolfershof in Köln. Über seine Mutter wurde er Erbe des Ritterguts Schallmaur, welches er 1827 für 15.000 Gulden verkaufte.
Er wurde 1845 im Stand der Ritterschaft als stellvertretender Abgeordneter zum Provinziallandtag der Rheinprovinz gewählt und nahm 1845 am Landtag teil. 1847 war er Mitglied im Ersten und 1848 im Zweiten Vereinigten Landtag. 1851 und 1852 nahm er als Abgeordneter am Landtag teil.

## Werke
- „Die ehemalige Universität und die Gymnasien zu Köln“, Köln, 1850, Teil 1 und 2, Digitalisat.